# نظریه طیفی
نظریهٔ طیفی یا تئوری طیفی (Spectral theory) به مجموعهٔ نظریه‌های ریاضی گفته می‌شود که پیرامون مسئلهٔ مقادیر خاص مربوط به ماتریس‌های مربعی و به‌ویژه در راستا و مسیر امتداد و گسترش آن به‌ حوزهٔ عمل‌گرها بررسی می‌کند.

## تعریف
مجموعهٔ شامل تمامی مقادیر ویژهٔ ماتریس مربعی {\displaystyle A\!} را طیف {\displaystyle A\!} نامیده و آن را با {\displaystyle \Lambda {A}\!} نشان می دهیم.

## پانوشته‌ها
1. ↑  Spectrum
2. ↑  جبر خطّی عددی، ص. ۱۸۱